# Bahnstrecke Stralsund–Sassnitz
| Die Ziegelgrabenbrücke als Teil des Rügendamms ist das bedeutendste Kunstbauwerk entlang der Strecke. | |                                         |                                         |
| Verlauf der Bahnstrecke Stralsund–Sassnitz | |                                         |                                         |
| Streckennummer (DB): | 6321 Stralsund–Sassnitz 6777 Sassnitz–Sassnitz Hafen 6954 Borchtitz–Mukran 6953 Mukran–Sassnitz Fährhafen |                                         |                                         |
| Kursbuchstrecke (DB): | 190 |                                         |                                         |
| Kursbuchstrecke: | 109 (1934) 122 (1946) 950 (Rostock–Sassnitz 1968)                                                         |                                         |                                         |
| Streckenlänge: | 53,2 km                                                                                                   |                                         |                                         |
| Spurweite: | 1435 mm (Normalspur)                                                                                      |                                         |                                         |
| Streckenklasse: | vorwiegend D4                                                                                             |                                         |                                         |
| Stromsystem: | 15 kV, 16,7 Hz ~                                                                                          |                                         |                                         |
| Maximale Neigung: | < 20 ‰ |                                         |                                         |
| Streckengeschwindigkeit: | 90 km/h (Stralsund–Lietzow), sonst 70 km/h                                                                |                                         |                                         |
| Zweigleisigkeit: | Stralsund Hbf–Stralsund Rügendamm Altefähr–Lietzow                                                        |                                         |                                         |
| | |                                         |                                         |
| \| \| \| von Rostock \| \| \| \| \| von Tribsees \| \| \| \| 223,563 \| Stralsund Hbf \| Stralsund Hbf \| \| \| \| Bundesstraße 96 \| \| \| \| \| \| \| \| \| \| nach Neubrandenburg und nach Greifswald \| \| \| \| \| \| \| \| \| \| \| \| \| \| 225,20 \| Stralsund Hafen \| Stralsund Hafen \| \| \| 226,450 \| Stralsund Rügendamm \| Stralsund Rügendamm \| \| \| \| Ziegelgrabenbrücke (133 m) \| \| \| \| 228,00 \| Dkst Altefähr Sund \| Dkst Altefähr Sund \| \| \| \| Strelasundbrücke (540 m) \| \| \| \| \| \| \| \| \| 229,450 \| Altefähr \| Altefähr \| \| \| \| Schmalspurbahn nach Putbus \| \| \| \| 235,150 \| Bk Rambin (Rügen) (2007–2017 Dkst) \| Bk Rambin (Rügen) (2007–2017 Dkst) \| \| \| 235,186 \| Rambin (Rügen) \| Rambin (Rügen) \| \| \| 240,547 \| Samtens \| Samtens \| \| \| 247,486 \| Teschenhagen \| Teschenhagen \| \| \| \| von Lauterbach Mole \| \| \| \| 252,085 \| Bergen auf Rügen \| Bergen auf Rügen \| \| \| \| Schmalspurbahn nach Altenkirchen \| \| \| \| 255,70 \| Sabitz \| Sabitz \| \| \| \| Jasmunder Bodden \| \| \| \| 261,630 \| Lietzow (Rügen) \| Lietzow (Rügen) \| \| \| \| nach Ostseebad Binz \| \| \| \| 265,233 0,283 \| Sassnitz-Mukran/Borchtitz (Abzw) \| Sassnitz-Mukran/Borchtitz (Abzw) \| \| \| \| \| \| \| \| 2,000 \| Sassnitz-Mukran West \| Sassnitz-Mukran West \| \| \| 2,80 -0,90 \| Sassnitz-Mukran (Umspuranlage) \| Sassnitz-Mukran (Umspuranlage) \| \| \| 2,90 \| Mukran Mitte \| Mukran Mitte \| \| \| 4,120 \| Sassnitz-Mukran Gbf (Einfahrgruppe) \| Sassnitz-Mukran Gbf (Einfahrgruppe) \| \| \| 0,415 \| Infrastrukturgrenze \| Infrastrukturgrenze \| \| \| 1,10 \| Sassnitz Fährhafen früher Mukran Pbf \| Sassnitz Fährhafen früher Mukran Pbf \| \| \| 1,254 \| Königslinie nach Trelleborg/Klaipėda \| Königslinie nach Trelleborg/Klaipėda \| \| \| \| Bundesstraße 96 \| \| \| \| 268,329 \| Sagard (ehem. Bf) \| Sagard (ehem. Bf) \| \| \| \| Anst Kreidewerk \| \| \| \| 271,681 \| Lancken \| Lancken \| \| \| 273,890 \| Sassnitz \| 38 m \| \| \| \| Gefälle 27 ‰ \| \| \| \| 275,830 \| Sassnitz Hafen \| Sassnitz Hafen \| \| \| \| Königslinie nach Trelleborg \| \| \| \| \| \| \| \| Quellen: [1][2][3] \| \| \| \| | |                                         |                                         |
| Strecke | | von Rostock                             | von Rostock                             |
| Abzweig geradeaus und ehemals von rechts | | von Tribsees                            | von Tribsees                            |
| Bahnhof | 223,563                                                                                                   | Stralsund Hbf                           | Stralsund Hbf                           |
| Strecke mit Straßenbrücke | | Bundesstraße 96                         | Bundesstraße 96                         |
| | |                                         |                                         |
| Abzweig geradeaus, nach rechts und von rechts | | nach Neubrandenburg und nach Greifswald | nach Neubrandenburg und nach Greifswald |
| | |                                         |                                         |
| Verschwenkung von links · Verschwenkung von rechts | |                                         |                                         |
| Strecke · Betriebs-/Güterbahnhof Strecke ab hier außer Betrieb | 225,20 | Stralsund Hafen                         | Stralsund Hafen                         |
| Bahnhof | 226,450                                                                                                   | Stralsund Rügendamm                     | Stralsund Rügendamm                     |
| Brücke über Wasserlauf | | Ziegelgrabenbrücke (133 m)              | Ziegelgrabenbrücke (133 m)              |
| ehemalige Blockstelle | 228,00 | Dkst Altefähr Sund                      | Dkst Altefähr Sund                      |
| Brücke über Wasserlauf · Eisenbahnfähre (Strecke außer Betrieb) | | Strelasundbrücke (540 m)                | Strelasundbrücke (540 m)                |
| Verschwenkung nach links · Verschwenkung nach rechts (Strecke außer Betrieb) | |                                         |                                         |
| Bahnhof | 229,450                                                                                                   | Altefähr                                | Altefähr                                |
| Abzweig geradeaus und ehemals nach rechts | | Schmalspurbahn nach Putbus              | Schmalspurbahn nach Putbus              |
| ehemalige Blockstelle | 235,150                                                                                                   | Bk Rambin (Rügen) (2007–2017 Dkst)      | Bk Rambin (Rügen) (2007–2017 Dkst)      |
| Haltepunkt / Haltestelle | 235,186                                                                                                   | Rambin (Rügen)                          | Rambin (Rügen)                          |
| Bahnhof | 240,547                                                                                                   | Samtens                                 | Samtens                                 |
| Haltepunkt / Haltestelle | 247,486                                                                                                   | Teschenhagen                            | Teschenhagen                            |
| Abzweig geradeaus und von rechts | | von Lauterbach Mole                     | von Lauterbach Mole                     |
| Bahnhof | 252,085                                                                                                   | Bergen auf Rügen                        | Bergen auf Rügen                        |
| Abzweig geradeaus und ehemals nach links | | Schmalspurbahn nach Altenkirchen        | Schmalspurbahn nach Altenkirchen        |
| ehemaliger Dienststation / Betriebs- oder Güterbahnhof | 255,70 | Sabitz                                  | Sabitz                                  |
| Brücke über Wasserlauf | | Jasmunder Bodden                        | Jasmunder Bodden                        |
| Bahnhof | 261,630                                                                                                   | Lietzow (Rügen)                         | Lietzow (Rügen)                         |
| Abzweig geradeaus und nach rechts | | nach Ostseebad Binz                     | nach Ostseebad Binz                     |
| Blockstelle | 265,233 0,283                                                                                             | Sassnitz-Mukran/Borchtitz (Abzw)        | Sassnitz-Mukran/Borchtitz (Abzw)        |
| Strecke von links · Abzweig geradeaus und nach rechts | |                                         |                                         |
| ehemaliger Haltepunkt / Haltestelle · Strecke | 2,000 | Sassnitz-Mukran West                    | Sassnitz-Mukran West                    |
| Dienststation / Betriebs- oder Güterbahnhof · Strecke | 2,80 -0,90                                                                                                | Sassnitz-Mukran (Umspuranlage)          | Sassnitz-Mukran (Umspuranlage)          |
| ehemaliger Haltepunkt / Haltestelle · Strecke | 2,90 | Mukran Mitte                            | Mukran Mitte                            |
| Dienststation / Betriebs- oder Güterbahnhof · Strecke | 4,120 | Sassnitz-Mukran Gbf (Einfahrgruppe)     | Sassnitz-Mukran Gbf (Einfahrgruppe)     |
| Wechsel des Eisenbahninfrastrukturunternehmens · Strecke | 0,415 | Infrastrukturgrenze                     | Infrastrukturgrenze                     |
| Bahnhof · Strecke | 1,10 | Sassnitz Fährhafen früher Mukran Pbf    | Sassnitz Fährhafen früher Mukran Pbf    |
| Eisenbahnfähre · Strecke | 1,254 | Königslinie nach Trelleborg/Klaipėda    | Königslinie nach Trelleborg/Klaipėda    |
| Strecke mit Straßenbrücke | | Bundesstraße 96                         | Bundesstraße 96                         |
| Haltepunkt / Haltestelle | 268,329                                                                                                   | Sagard (ehem. Bf)                       | Sagard (ehem. Bf)                       |
| Abzweig geradeaus und von links | | Anst Kreidewerk                         | Anst Kreidewerk                         |
| Bahnhof | 271,681                                                                                                   | Lancken                                 | Lancken                                 |
| Abzweig nach links und ehemals von links · Kopfbahnhof Streckenende und quer | 273,890                                                                                                   | Sassnitz                                | 38 m                                    |
| Strecke geradeaus (außer Betrieb) | | Gefälle 27 ‰                            | Gefälle 27 ‰                            |
| Abzweig nach links und von links (Strecke außer Betrieb) · Kopfbahnhof Streckenende und quer (Strecke außer Betrieb) | 275,830                                                                                                   | Sassnitz Hafen                          | Sassnitz Hafen                          |
| Eisenbahnfähre (Strecke außer Betrieb) | | Königslinie nach Trelleborg             | Königslinie nach Trelleborg             |
| | |                                         |                                         |
| Quellen: | |                                         |                                         |

Die Bahnstrecke Stralsund–Sassnitz ist eine elektrifizierte Hauptbahn in Mecklenburg-Vorpommern. Sie beginnt in Stralsund, überquert auf dem Rügendamm den Strelasund und führt dann auf der Insel Rügen über Bergen auf Rügen nach Sassnitz. In Borchtitz zweigt eine Strecke zum Fährhafen Sassnitz ab.

## Verlauf
Die Strecke beginnt am Stralsunder Hauptbahnhof. Bereits auf dem Bahnhofsgelände zweigt die Strecke von der Bahnstrecke Angermünde–Stralsund ab und schwenkt nach Nordosten. Eine Verbindungskurve (Berliner Kurve) ermöglicht die direkte Führung von Zügen zur Insel Rügen ohne Fahrtrichtungswechsel in Stralsund. Im Bahnhof Stralsund Rügendamm zweigt die Anschlussbahn zum Hafen Stralsund ab, außerdem mündet hier der Verbindungsbogen von den Strecken aus Angermünde und Neustrelitz ein.

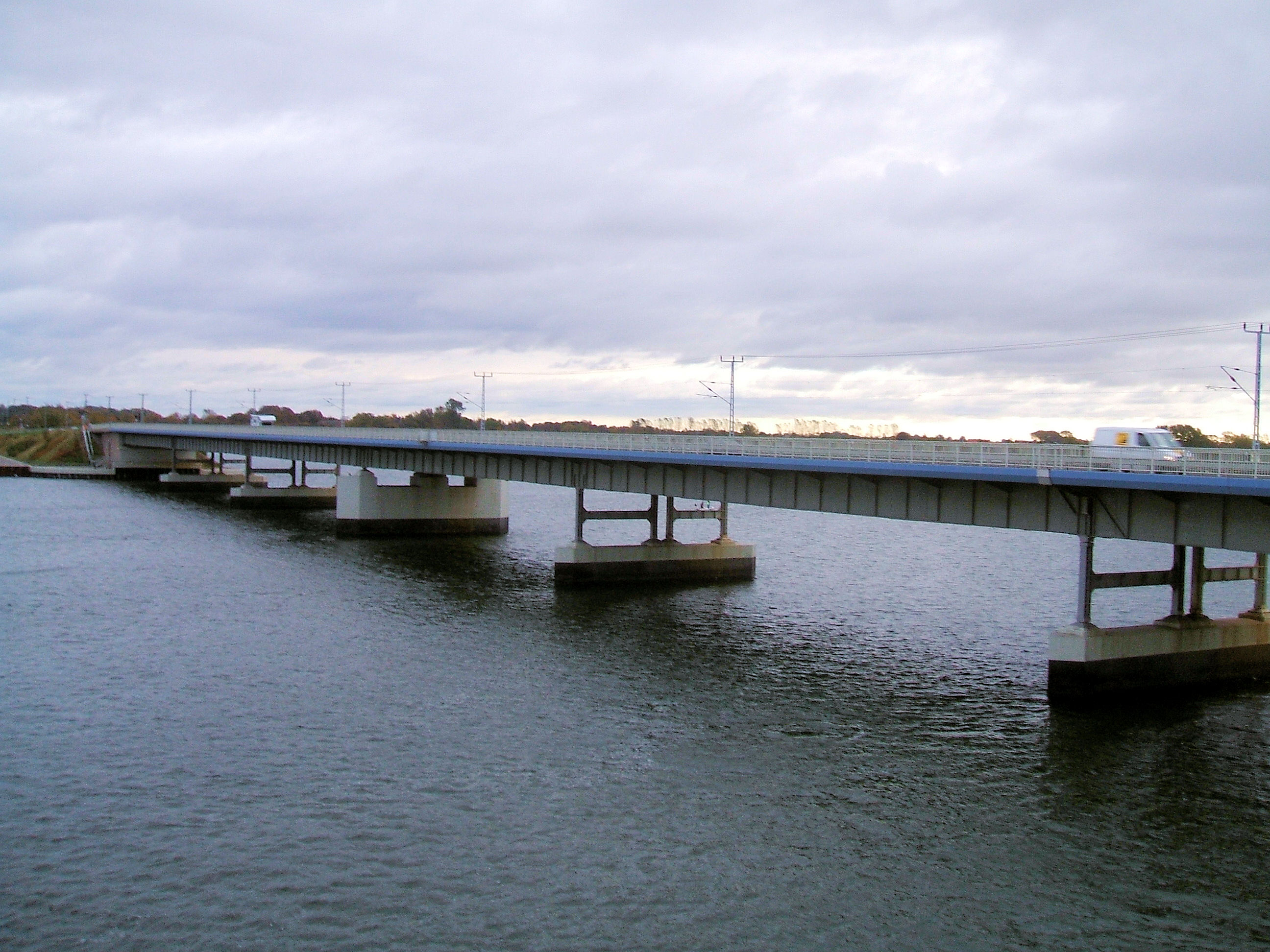
Strelasundbrücke

Kurz dahinter führt die Strecke über die 133 Meter lange Ziegelgrabenbrücke, eine Klappbrücke, über den Ziegelgraben auf die dem Strelasund vorgelagerte Insel Dänholm. Die Ziegelgrabenbrücke liegt im Bereich des Bahnhofs Stralsund Rügendamm, für Zugfahrten wird sie durch die Ausfahrsignale nach und das Einfahrsignal von Altefähr gedeckt. Zusätzlich steht vor dem landseitigen Festüberbau eine Rangierhalttafel Ra 10. Besondere Deckungssignale sind deshalb nicht mehr erforderlich. Anschließend geht es über die 540 Meter lange Strelasundbrücke auf die Insel Rügen. Die Anlage von Ziegelgrabenbrücke, Strelasundbrücke sowie die auf dem Festland und dem Dänholm befindlichen Dammanlagen mit einer Gesamtlänge von rund 2500 Metern wird als Rügendamm zusammengefasst.
Die Strecke führt über Altefähr, Rambin, Samtens und Teschenhagen nach Bergen auf Rügen, Ausgangspunkt der Nebenbahn nach Lauterbach Mole. Von Bergen aus geht es weiter in nordöstlicher Richtung entlang der Nordküste des Kleinen Jasmunder Boddens. Bei Lietzow überquert die Bahn den 1869 aufgeschütteten Damm, der den Kleinen vom Großen Jasmunder Bodden trennt. Hinter Lietzow zweigt die Nebenbahn nach Ostseebad Binz ab, die auch von schnellfahrenden Reisezügen befahren wird.
Etwa vier Kilometer weiter zweigt bei Borchtitz in südöstlicher Richtung die Anschlussstrecke zum Fährhafen Mukran ab. Sowohl internationale Reisezüge nach Schweden, die entlang der so genannten „Königslinie“ trajektiert werden, als auch Güterzüge ins litauische Klaipėda verkehren über diesen etwa vier Kilometer langen Abschnitt bis zur Fährbrücke.
Züge in Richtung Sassnitz verkehren von Borchtitz aus weiter geradeaus. Die Strecke, welche zuvor meist nur wenige Meter über dem Meeresspiegel verlief, steigt an, passiert zunächst Sagard und erreicht kurz vor Lancken mit etwa 70 Metern über Normalhöhennull ihren höchsten Punkt. Der Endbahnhof Sassnitz (bis 1993: Saßnitz) befindet sich nördlich des Stadtkerns und ist als Kopfbahnhof angelegt. Von hier aus führte die Anschlussstrecke 6777 in einem langen Linksbogen zum Bahnhof Sassnitz Hafen, wobei sie auf einer Strecke von rund zwei Kilometern einen Höhenunterschied von knapp 35 Metern überwand. Der Bahnhof Sassnitz Hafen diente abgesehen von einem Anschluss zu einer Fischfabrik bis zur Verlagerung ausschließlich dem Fährbetrieb Richtung Trelleborg. Wegen des Platzmangels war zur Bedienung der beiden Fährbetten eine weitere Spitzkehre erforderlich.
Die Strecke ist auf gesamter Länge über Oberleitung mit Wechselstrom von 15 Kilovolt bei 16,7 Hertz elektrifiziert und mit Ausnahmen des Rügendamms zwischen Stralsund Rügendamm und Altefähr sowie zwischen der Querung der Jasmunder Bodden und Sassnitz zweigleisig ausgebaut. Die Anschlussstrecke zum Bahnhof Sassnitz Hafen wurde 1997 geschlossen und 2000 abgebaut.

## Geschichte
Bereits bei Eröffnung der Bahnstrecke Angermünde–Stralsund im Jahr 1863 gab es Bestrebungen, den Verkehr über Rügen hinaus in Richtung Schweden weiterzuführen. Es vergingen allerdings noch 20 Jahre, bis am 1. Juli 1883 ein erster kurzer Abschnitt zwischen den Orten Altefähr und Bergen auf Rügen eröffnet werden konnte. Über eine feste Strelasundquerung wurde nachgedacht, jedoch war keine Variante überzeugend, so dass die Preußischen Staatsbahnen für die Querung des Strelasunds ein Trajekt zwischen dem Stralsunder Hafen und Altefähr einrichteten.

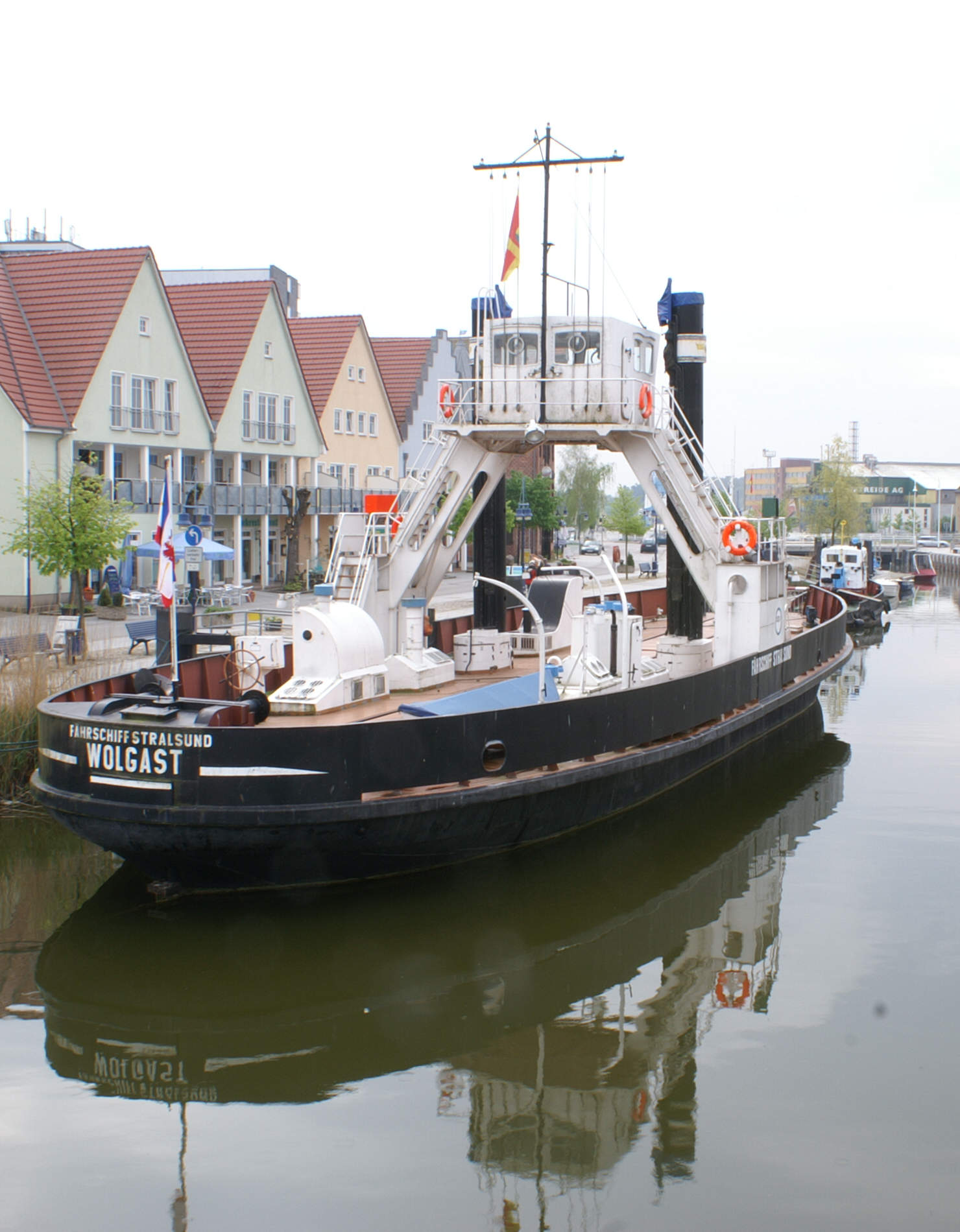
Das Fährschiff Stralsund führte von 1890 bis 1936 den Trajektverkehr über den Strelasund durch.

Acht Jahre später, am 1. Juli 1891, wurde die Bahn von Bergen über Lietzow nach Sassnitz verlängert. Zur Aufnahme des Postschiffverkehrs zwischen Sassnitz und Trelleborg wurde die Bahn am 1. Mai 1897 vom Bahnhof Sassnitz um zwei Kilometer zum Hafen verlängert. Aus Platzgründen mussten die Gleise aus Sassnitz in Richtung Südwesten ausfädeln, so dass Züge vom und zum Hafen in Sassnitz Kopf machen müssen. Die Strecke, die einen Höhenunterschied von über 30 Metern überwindet, hat ein maximales Gefälle von 27 Promille.
Zwölf Jahre später vereinbarten das Königreich Schweden und das Deutsche Kaiserreich die Aufnahme des Eisenbahnfährverkehres zwischen Sassnitz und Trelleborg. Jede Seite ließ zwei Fährschiffe für den Betrieb bauen. Die Hafenanlagen in Sassnitz wurden entsprechend angepasst. Die Züge konnten nach einem erneuten Fahrtrichtungswechsel am Hafen über zwei Fährbrücken auf die Schiffe wechseln. Die Verbindung wurde wegen der Anwesenheit beider Monarchen bei der Eröffnung als „Königslinie“ bezeichnet. Gleichzeitig wurde ein Nachtzugpaar zwischen Berlin und Stockholm eingerichtet, das die Strecke in rund 22 Stunden zurücklegte. 1904 wurde die Strecke von der Nebenbahn zur Hauptbahn heraufgestuft; eine solche ist sie bis heute.
Durch den Trajektverkehr in Richtung Schweden nahm der Verkehr auf der Bahn weiter stetig zu, so dass die Frage nach einer festen Querung des Strelasunds erneut aufkam. 1927 wurden die ersten konkreten Vorschläge eingereicht, wobei die Varianten einer Hochbrücke sowie die eines Tunnels wegen der höheren Kosten für die Rampen ausschieden. 1931 fiel die Entscheidung zu Gunsten einer aus Dammstrecken und Brücken kombinierten Querung, dem Rügendamm. Die sowohl für den Eisenbahn- als auch für den Straßenverkehr gedachte Verbindung wurde in den Jahren 1933 bis 1936 gebaut und setzt sich aus fünf Abschnitten zusammen:
- Dammstrecke Festland
- Ziegelgrabenbrücke (133 Meter, Klappbrücke)
- Dammstrecke Dänholm
- Rügendammbrücke (540 Meter)
- Dammstrecke Rügen

Die fünf Abschnitte haben eine Gesamtlänge von rund zweieinhalb Kilometern. Mit Inbetriebnahme des Rügendamms für den Eisenbahnverkehr am 5. Oktober 1936 wurde der Trajektverkehr zwischen Stralsund Hafen und Altefähr eingestellt. Die Fahrtdauer verkürzte sich so um rund eine Stunde.
Im Zweiten Weltkrieg wurden vor allem die Anlagen im Bereich Stralsund beschädigt. Am 1. Mai 1945 wurde zunächst die Ziegelgrabenbrücke, zwei Tage später die Strelasundbrücke von sich zurückziehenden Wehrmachtssoldaten gesprengt. Der Rügendamm war somit für die folgenden zwei Jahre nicht befahrbar und wurde am 15. Oktober 1947 nach Einbau von Behelfsbrücken wieder freigegeben. Der internationale Verkehr nach Schweden konnte so ebenfalls wieder aufgenommen werden. Die Behelfsbrücken bestanden bis 1961 und wurden danach vom Stahlbau Dessau ausgetauscht.
Für eine weitere Steigerung der Fährkapazitäten beschloss die DDR-Führung den Neubau eines Fährhafens im Sassnitzer Ortsteil Mukran. Zunächst nahm dieser nach seiner Fertigstellung lediglich den Güterverkehr zum Hafen Klaipėda in der Sowjetunion (heute in Litauen) auf. Die Fährschiffe für die Verbindung nach Klaipėda sollten wegen des größeren Fassungsvermögens der Wagen mit russischer Breitspur von 1520 Millimetern versehen werden, deshalb wurden in Mukran Umlade- und Umspuranlagen angelegt. Zur Anbindung des Fährhafens wurde von Borchtitz aus eine Stichstrecke angelegt. Bereits kurz hinter dem Abzweig erweitern sich die Anlagen zum Rangierbahnhof Mukran, wobei der nördliche Teil in Regel- und der südliche in Breitspur angelegt wurden. Für den Fährbetrieb stehen eine Regel- und zwei Breitspurfährbrücken zur Verfügung.

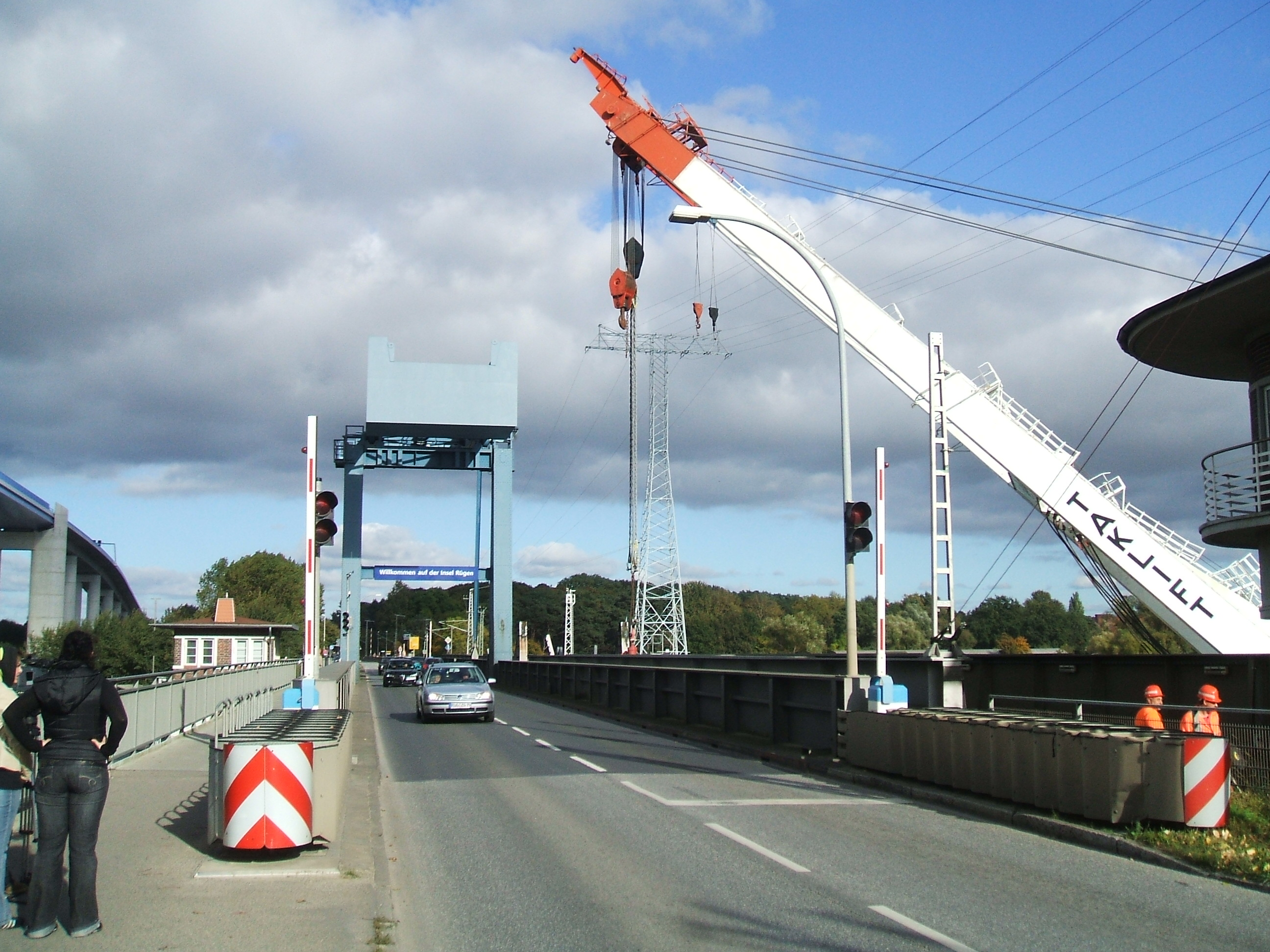
Demontage der Eisenbahnklappbrücke 2007

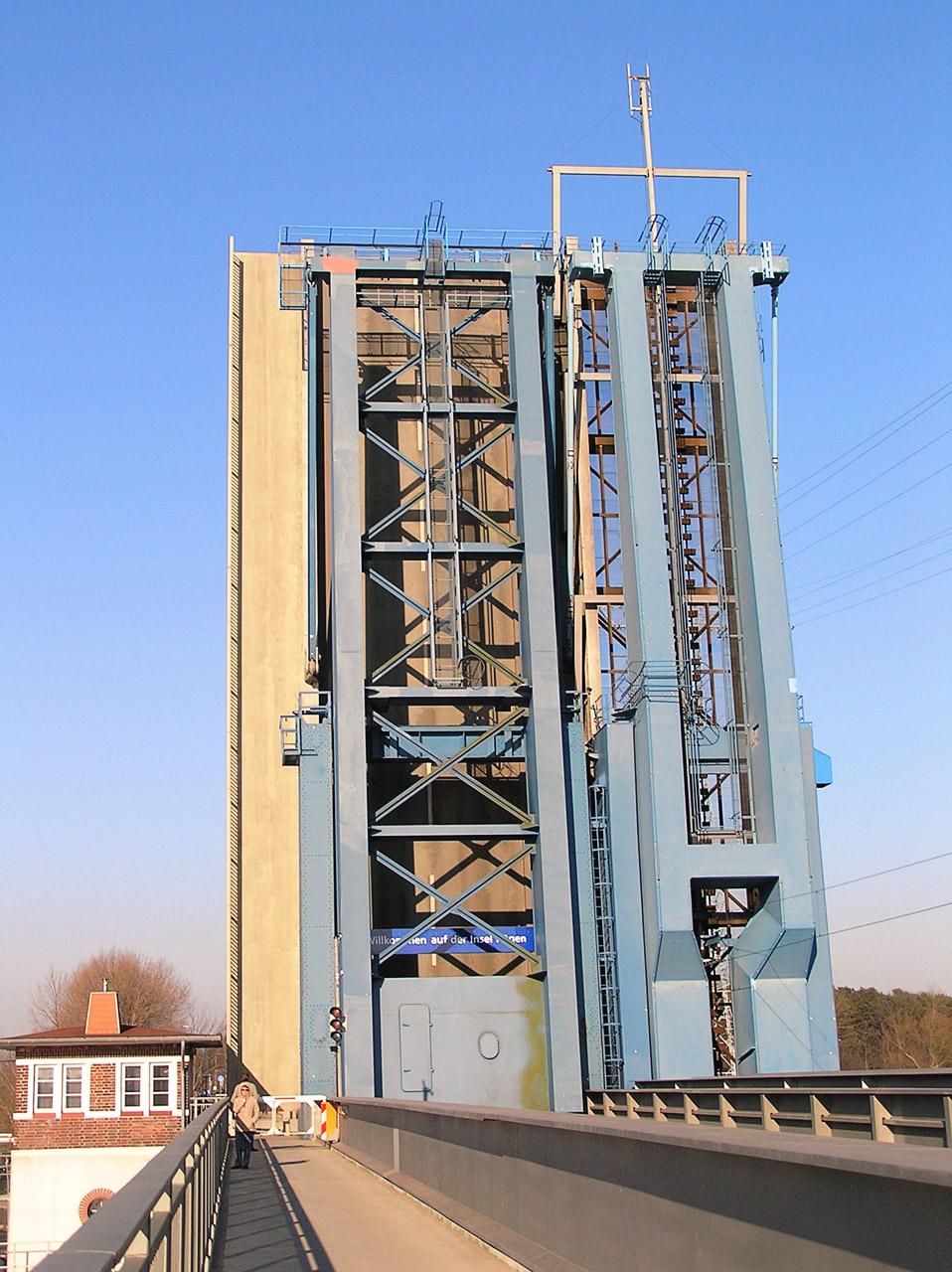
Geöffnete Ziegelgrabenbrücke, die Deckenstromschiene ragt über die Brücke hinaus

Zusammen mit dem Hafenbau ging auch die Elektrifizierung der Strecken Stralsund–Sassnitz und Borchtitz–Mukran einher, welche am 27. Mai 1989 abgeschlossen wurde. Für die Ziegelgrabenbrücke wurde dabei wegen der erforderlichen Öffnungsmöglichkeit anstelle der normalen Kettenwerksfahrleitung eine starre Fahrleitungsschiene angebracht, die bis 15 km/h mit angelegtem Stromabnehmer befahren werden konnte. Mit höheren Geschwindigkeiten war im Bereich der Ziegelgrabenbrücke abzubügeln. Gleichzeitig errichtete die Deutsche Reichsbahn eine Hochspannungsleitung über den Strelasund zur Versorgung des Inselnetzes bei geöffneter Ziegelgrabenbrücke.
Bereits kurze Zeit nach der Elektrifizierung begann die Deutsche Reichsbahn 1990 mit der Sanierung des Rügendamms und dem kompletten Austausch der Überbauten. Der Durchlaufträgerüberbau der Strelasundbrücke wurde in fünf Teilen zwischen dem 9. und 13. Mai 1990 in einer 84,5-stündigen Sperrpause vom Stahlbau Dessau vollständig ausgetauscht. Die neuen Überbauteile waren zuvor in Mukran vorgefertigt, mit Schubeinheiten in den Strelasund überführt und anschließend mit zwei Schwimmkränen eingebaut worden. Die Ziegelgrabenbrücke wurde zwei Jahre später saniert. In einer zweiwöchigen Sperrpause zwischen dem 6. und 22. Mai 1992 wurden alle wesentlichen Brückenelemente ausgebaut und durch neue Teile ersetzt. Der mechanische Brückenantrieb wurde durch eine Hydraulik ersetzt. Den Austausch der Brückensegmente übernahmen wie bei der Rügendammbrücke Schwimmkräne. Nach Abschluss der Arbeiten konnte die Streckenhöchstgeschwindigkeit auf dem Rügendamm, die infolge des Verschleißes auf zuletzt nur 30 km/h erlaubte, wieder auf 90 km/h angehoben werden.
Am 7. Januar 1998 wurde der Fährverkehr nach Schweden vom alten Bahnhof Sassnitz Hafen zum Fährhafen Mukran verlegt, nachdem dieser zuvor dafür erweitert worden war. Etwa drei Jahre später, am 1. Dezember 2000, wurde der Steilstreckenabschnitt Sassnitz–Sassnitz Hafen stillgelegt.

## Ausblick
Im dritten Gutachterentwurf des Deutschlandtakts sind Bahnsteigverlängerungen in Lietzow sowie eine Geschwindigkeitsanhebung zwischen Rügendamm und Lietzow auf 100 km/h unterstellt. Dafür sind, zum Preisstand von 2015, Investitionen von 32 Millionen Euro vorgesehen.

## Infrastruktur
Am 26. Juli 2013 schrieb DB Netz aus betriebswirtschaftlichen Gründen den etwa fünf Kilometer langen Streckenabschnitt vom Abzweig Borchtitz zum neuen Fährhafen Sassnitz zur Übernahme durch andere Eisenbahninfrastrukturunternehmen (EIU) aus. Eine erneute Ausschreibung der Infrastruktur der Regelspuranlagen startete DB Netz im Sommer 2016. Die Breitspuranlagen waren bereits 2013 von der Fährhafen Sassnitz GmbH (FHS) gekauft worden. Der FHS gehören inzwischen außer den Zufahrtsgleisen von der Abzweigstelle Borchtitz der Großteil der Bahnhofsinfrastruktur. Hierzu gehören:
- 9 km teilweise elektrifizierte Regelspurgleise zum Liegeplatz 7 (Fähranleger mit Fährbrücke), einschließlich des Endbahnhofes Sassnitz-Fährhafen mit zwei Bahnsteigen
- 4 km Regelspurgleise zu den Liegeplätzen 8 und 9
- 5 km Breitspurgleise zu den Liegeplätzen 4 und 5 (Fähranleger mit doppelstöckigen Trajektbrücken)
- 10 km Breitspurgleise der Verteiler- und Vorstellgleisanlagen
- Umschlag- und Umspuranlagen zwischen Breit- und Regelspur

Im Breitspurbereich erfolgt die Bedienung ausschließlich durch das mehrheitlich der FHS gehörende Eisenbahnverkehrsunternehmen Baltic Port Rail Mukran GmbH (BPRM).
Im Juni 2022 schrieb DB Netz AG die restlichen, noch in ihrem Besitz befindlichen Zufahrtsgleise zum Fährhafen Sassnitz-Mukran zur Abgabe an andere EIU aus. Ein Ergebnis ist noch nicht bekannt.

## Zugverkehr und Fahrzeugeinsatz

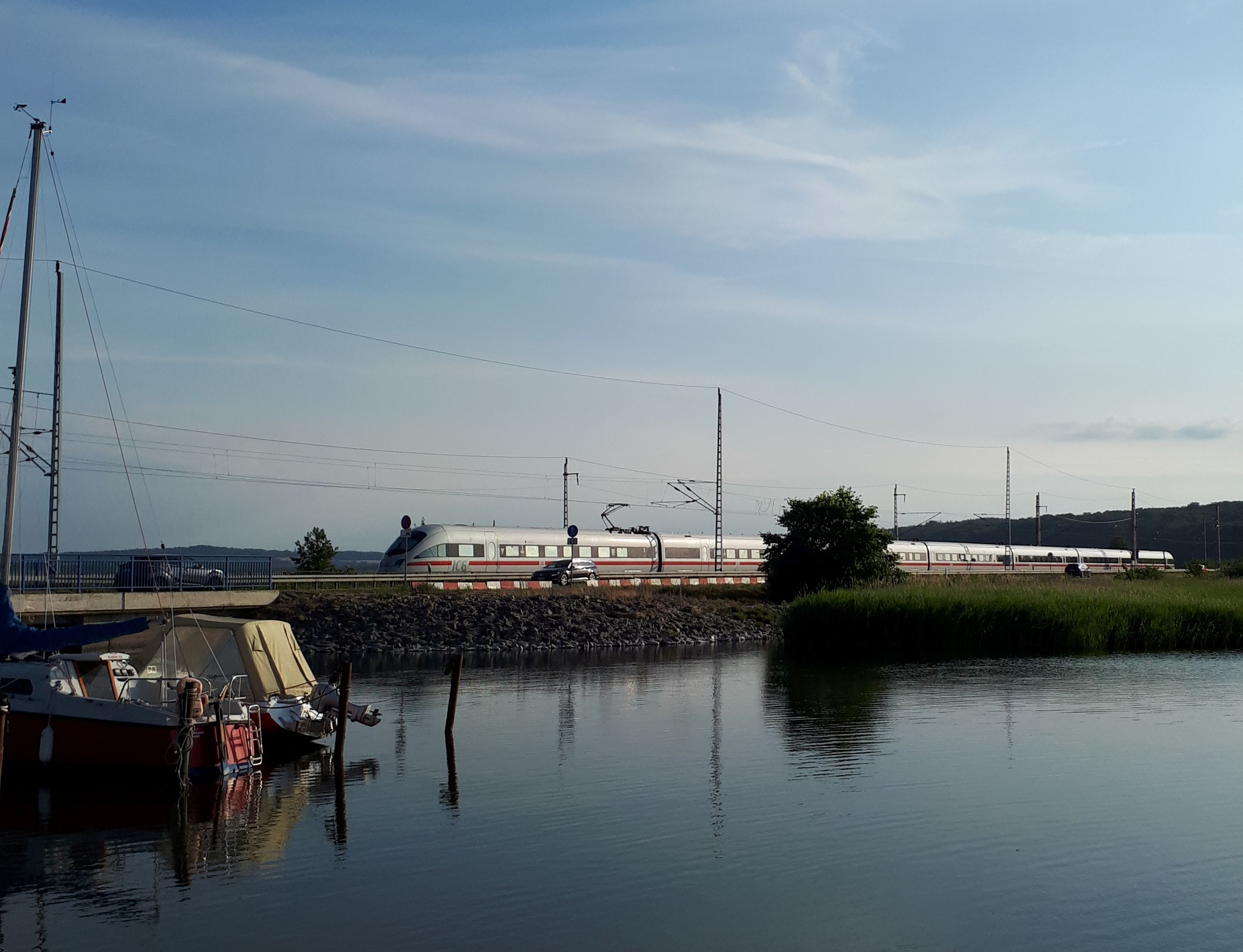
Ein ICE auf der Bahnstrecke bei Lietzow

Die Bahnstrecke wird sowohl im Personenfern- als auch -nahverkehr sowie im Güterverkehr befahren. Im Fernverkehr halten einzelne Umläufe der Linien ICE 26, IC 27, IC 30 und IC 51 an den Bahnhöfen Stralsund und Bergen und verkehren weiter nach Ostseebad Binz. Die ICE-Züge verkehren in der Regel mit Triebzügen der Baureihe 411; die IC-Züge werden in der Regel mit elektrischen Lokomotiven der Baureihen 101 oder 120 bespannt.
Im Regionalverkehr verkehrt die Regional-Express Linie RE 9 zwischen Stralsund und Sassnitz beziehungsweise Binz im Stundentakt. Von 2007 bis 2019 setzte DB Regio Triebzüge vom Typ Stadler Flirt ein, zuvor kamen Lokomotiven der Baureihe 143 und Doppelstockwagen zum Einsatz. Vereinzelt wurden auch Triebzüge der Baureihe 442 eingesetzt. Seit 2019 verkehren nach der Direktvergabe der Verkehrsleistungen des RE9 an die ODEG Desiro-ML-Triebzüge.
Vom 21. Mai 2022 bis zum 24. September 2022 sowie am 15. und 22. Oktober 2022 sollte wieder Personenverkehr zum Fährhafen Sassnitz angeboten werden. Auf der neuen Linie RE 27 der Hanseatischen Eisenbahn (HANS) verkehren in diesem Zeitraum samstags zwei Züge pro Richtung zwischen Bergen auf Rügen und dem Fährhafen.
In den 1960er Jahren war vorwiegend Putbus das Ziel von meist nachts verkehrenden Urlauber-Schnellzügen aus Leipzig, Dresden und Berlin, weil in Putbus ein Übergang zur Bahn in die Seebäder Sellin, Baabe und Göhren möglich war. Sie verkehrten nur in den Sommermonaten. Seit den 1970er Jahren verkehrten Nachtzüge von Leipzig und Dresden ganzjährig nach Binz, das Zugpaar D 710/711 mehrere Jahre asymmetrisch in Gegenrichtung erst ab Stralsund, später ab Sassnitz.
Der Fährverkehr mit Eisenbahnfahrzeugen wurde 2011 eingestellt und nach Rostock Seehafen verlegt. Seitdem verkehrt regelmäßig ein werktägliches Paar von Nahgüterzügen der DB Cargo AG. Dritte EVU verkehren im Gelegenheitsverkehr mit diversen Gütern (z. B. Container, Getreide, Röhren, Baustoffe). Für den Breitspurbetrieb in Mukran stehen weiterhin Rangierlokomotiven der Baureheihe 347 zur Verfügung, für den Betrieb auf der 1520-Millimeter-Breitspur umgebauten Lokomotiven der Baureihe 346.

## Bahnhöfe und Haltepunkte
Stralsund Hbf
Der Bahnhof Stralsund Hbf wurde zusammen mit dem Abschnitt Anklam–Stralsund der Angermünde-Stralsunder Eisenbahn am 1. November 1863 eröffnet. Nacheinander folgten die Berliner Nordbahn (1878), die Hauptbahn nach Rostock (1888) sowie die Nebenbahn nach Tribsees (1900). Auf Grund des steigenden Verkehrs erfolgte 1903 bis 1905 ein Umbau der Anlagen.
Stralsund Hafen
Der Stralsunder Hafen erhielt ebenfalls ab 1863 Anschluss an das preußische Eisenbahnnetz. Zunächst nur dem Güterverkehr vorbehalten, wurden ab 1883 auch Reisezüge nach Altefähr trajektiert, von wo sie aus weiter nach Bergen fuhren. Mit dem Bau des Rügendamms wurde der Trajektverkehr aufgegeben, der Bahnhof dient seitdem wieder ausschließlich dem Güterverkehr. Die Gleisanlagen des Hafens wurden ab 2016 erheblich erweitert.
Stralsund Rügendamm

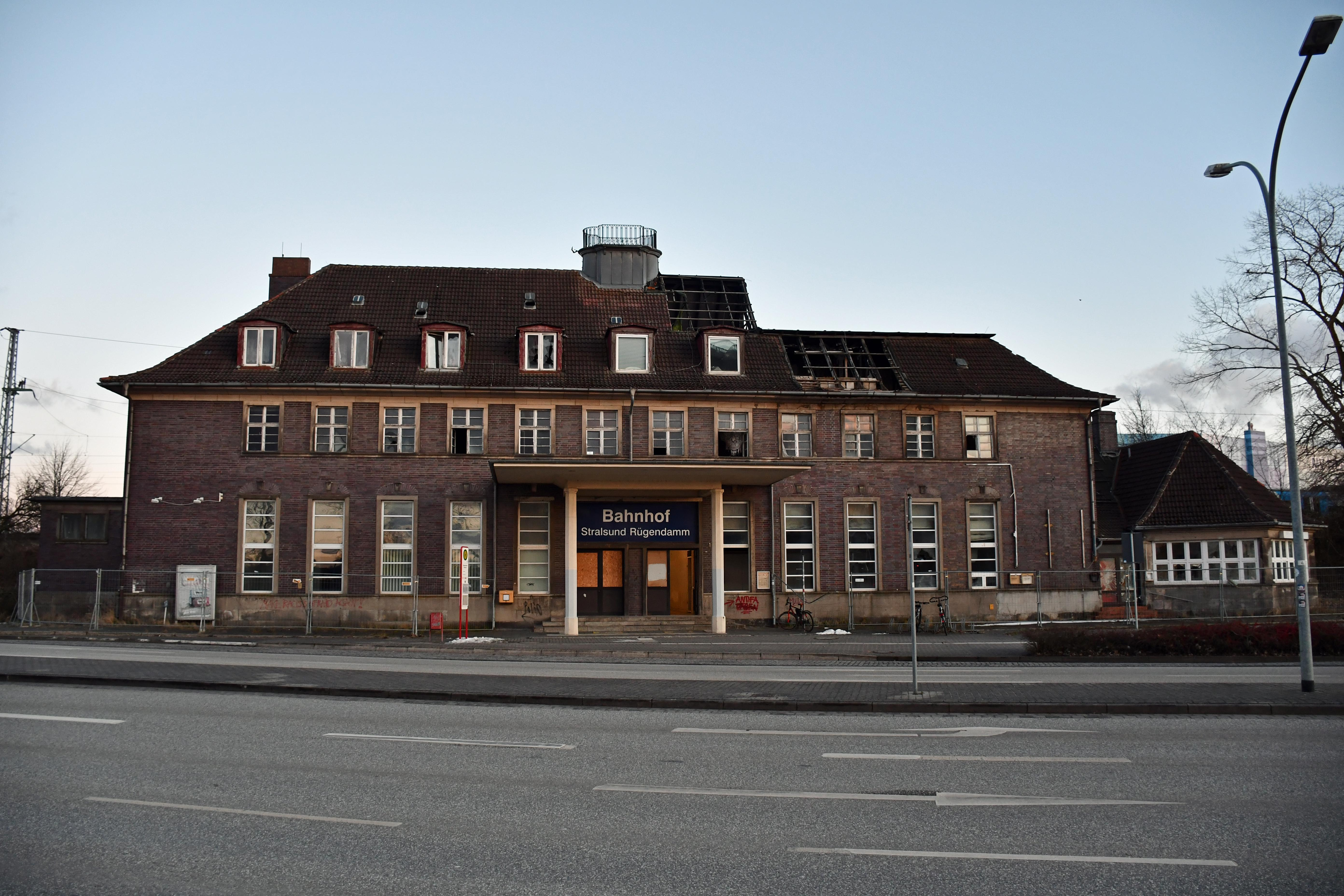
Bahnhof Stralsund Rügendamm, Empfangsgebäude (2023)

Der Bahnhof Stralsund Rügendamm befindet sich wenige Meter vor der Ziegelgrabenbrücke am Platz des 17. Juni. Die Station besitzt einen teilweise überdachten Inselbahnsteig. Eröffnet wurde er zusammen mit dem Rügendamm am 5. Oktober 1936.
Altefähr

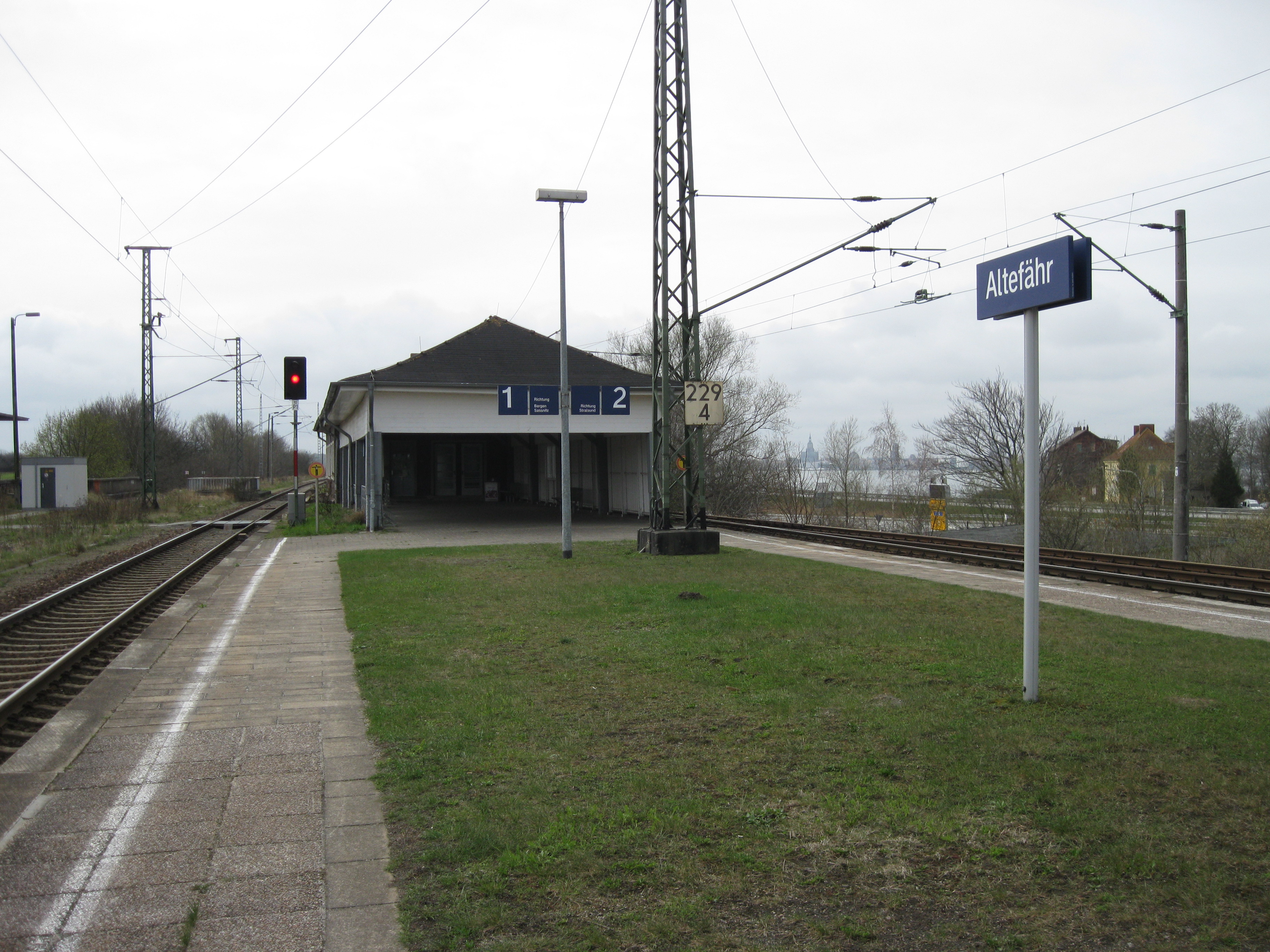
Bahnhof Altefähr, Inselbahnsteig

Der Bahnhof Altefähr ist der erste Bahnhof auf Rügen. Er befindet sich unmittelbar hinter dem nördlichen Ende des Rügendamms. Der erste Bahnhof von Altefähr wurde im 1. Juli 1883 eröffnet, er lag südwestlich des heutigen Bahnhofs. Für den Fährbetrieb besaß er zwei Fährbetten. Nördlich standen umfangreiche Anlagen für den Güterverkehr zur Verfügung. Der heutige Bahnhof besitzt einen Inselbahnsteig, an dessen Zugang sich das Empfangsgebäude befindet. Südlich der Anlage befand sich bis zu ihrer Stilllegung der Bahnhof der Rügenschen Kleinbahn. Seit 2007 ist die Betriebsstelle mit ESTW-Technik ausgerüstet.
Rambin (Rügen)
Der Haltepunkt Rambin (Rügen) besitzt einen Außen- und einen Zwischenbahnsteig. Bis 1982 war er noch ein Bahnhof und danach Deckungsstelle. Nach Inbetriebnahme zweier Außenbahnsteige durch die DB Station&Service AG entfiel der höhengleiche Reisendenübergang und die Funktion einer Deckungsstelle. Heute ist Rambin (Rügen) nur noch Haltepunkt.
Samtens
Der Bahnhof Samtens besaß drei Bahnsteiggleise, von denen zwei im Planverkehr genutzt wurden. Mit dem Neubau von zwei Außenbahnsteigen wurde auch der ehemalige Bahnsteigtunnel verfüllt. Im Jahr 2017 wurde der Bahnhof in das elektronische Stellwerk Lietzow einbezogen.
Bergen auf Rügen
Bergen auf Rügen war der erste Endpunkt der Strecke im Jahre 1883. Der Bahnhof befindet sich nordwestlich der Innenstadt. 1891 erfolgte von hier aus die Verlängerung in Richtung Sassnitz. Bereits zwei Jahre zuvor errichteten die Preußischen Staatsbahnen eine Stichstrecke nach Lauterbach. Zwischen 1896 und 1970 führte vom auf der Nordseite liegenden Schmalspurbahnhof Bergen Ost aus eine Strecke der Rügenschen Kleinbahn in Richtung Wittower Fähre. Im Bahnhof ist mittlerweile ein elektronisches Stellwerk in Betrieb. Im Regelbetrieb wird es vom Fahrdienstleiter Altefähr mitbedient.
Sabitz
Auf einzelnen Karten ist eine Betriebsstelle Sabitz etwa auf halber Strecke zwischen Bergen und Lietzow dargestellt. Genaueres ist über die Station nicht bekannt. Anscheinend diente sie niemals dem öffentlichen Reiseverkehr.
Lietzow (Rügen)

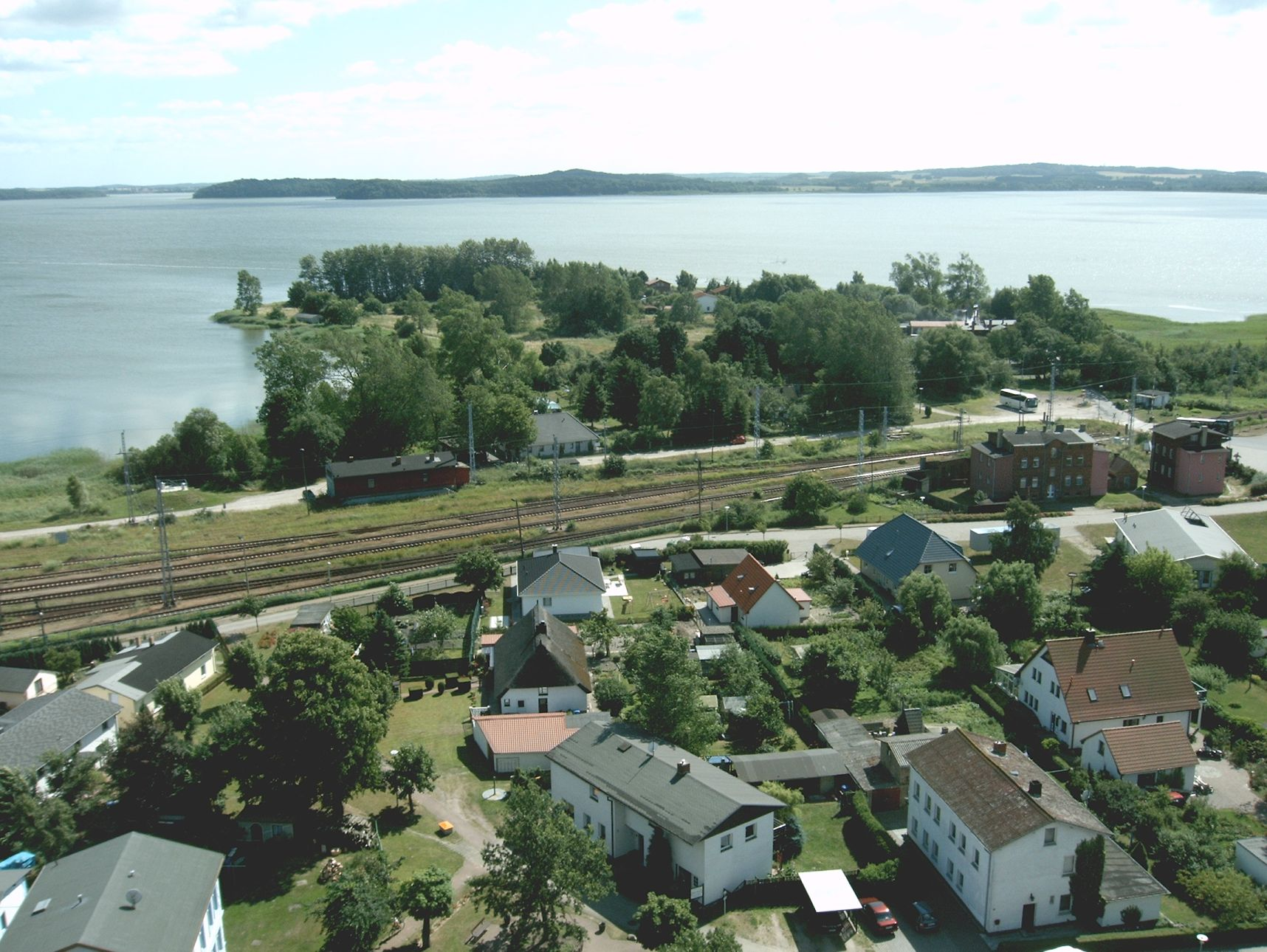
Bahnhof Lietzow, dahinter der kleine Jasmunder Bodden

Der Bahnhof Lietzow (Rügen) befindet sich östlich des Ortskerns unweit des Treffpunkts des Kleinen und Großen Jasmunder Boddens. Bis zur Errichtung der Bahnstrecke im Jahre 1891 waren beide Gewässer auf natürlichem Wege verbunden, eine Drehbrücke bestand für den Straßenverkehr. Für den Bau der Bahn wurde stattdessen ein Damm angelegt, über einen schmalen Durchlass sind beide Bodden aber weiterhin miteinander verbunden. In Lietzow zweigt die 1939 errichtete Strecke nach Ostseebad Binz ab, wenige Kilometer weiter nordöstlich geht die Stichbahn zum Fährhafen Mukran ab. Im Bereich der Boddenquerung ist die Strecke bis heute eingleisig. Diese Engstelle wird durch die Hauptsignale des Bahnhofes gedeckt. Im Bahnhof Lietzow besteht ein elektronisches Stellwerk der Bauform ZSB200 von Scheidt & Bachmann. Es wird örtlich bedient, der Bedienplatz des Fahrdienstleisters befindet sich im Gebäude des bisherigen Stellwerkes B2.
Borchtitz
Zwischen zwei Bahnübergängen zweigt in Borchtitz die Stichbahn zum Fährhafen Sassnitz-Mukran ab. Die Abzweigstelle gehört zum Stellwerk B1 des Fährhafens Mukran (GsIII Sp68). Es gibt eine sicherungstechnische Schnittstelle zum ESTW-Z Lietzow.
Lancken
Der Bahnhof Lancken ist mit einem elektronischen Stellwerk ausgerüstet. Die Bedienung erfolgt durch den Fahrdienstleiter Lietzow. Er besitzt zwei Hauptgleise, von denen eines hauptsächlich zum Rangieren genutzt wird. Im nördlichen Bahnhofskopf in Richtung Lietzow zweigt die Anschlussbahn zum Kreidewerk Rügen ab.

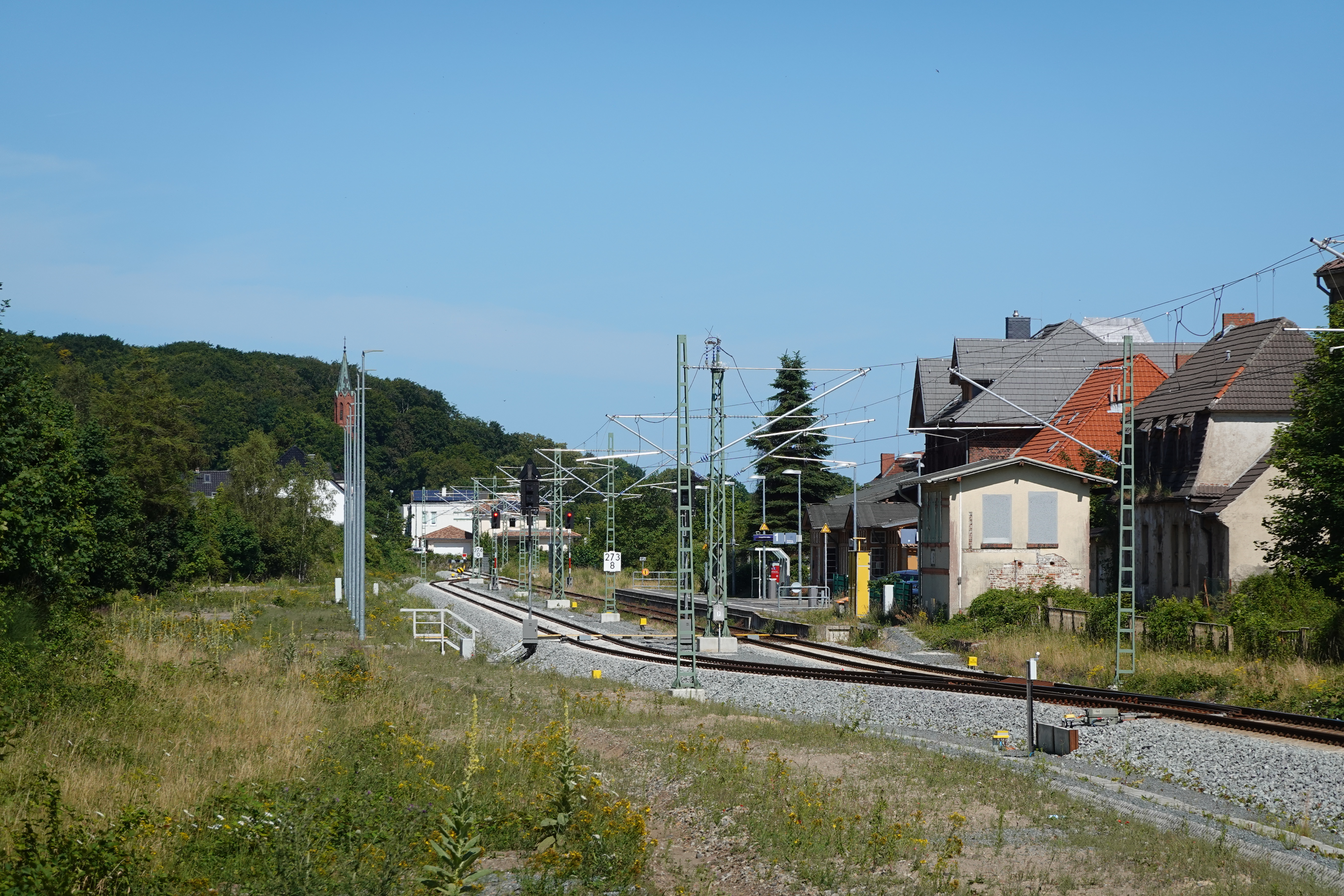
Bahnhof Sassnitz

Sassnitz
Sassnitz ist seit dem 1. Juli 1891 an das Eisenbahnnetz angeschlossen. Nach dem Bau der Hafenstrecke 1897 wurde Sassnitz zum Spitzkehrbahnhof. Bis 2000 verkehrten Züge zum Sassnitzer Hafen. Sassnitz ist Endbahnhof für die aus Stralsund kommenden Züge. Der Bahnhof ist mittlerweile mit einem elektronischen Stellwerk ausgerüstet. Es wird vom Fahrdienstleiter Lietzow mitbedient.
Sassnitz Hafen
Der Bahnhof Sassnitz Hafen befindet sich unmittelbar am alten Sassnitzer Hafenbecken. Über eine Steilrampe mit einem maximalen Gefälle von 27 Promille gelangten die Züge vom Bahnhof zum Hafen. Nach einem erneuten Fahrtrichtungswechsel konnten die Züge auf eine Abstellanlage oder über eine der zwei Fährbrücken auf die Fährschiffe wechseln. In näherer Umgebung der Güteranlagen befanden sich bis zur Wende die Produktionshallen des VEB Fischwerk. Die Betriebsstelle ist stillgelegt und es sind nur noch die Erdkörper der Bahnanlagen vorhanden.